# 永塚梓
永塚 梓（ながつか あずさ、1994年3月27日 - ）は、栃木県下都賀郡野木町出身のハンドボール選手。日本ハンドボールリーグの大阪ラヴィッツ所属。

## 経歴
日本体育大学時代は2014年に第8回世界女子学生選手権大会の日本代表U-24に選出された。
2016年に新チームの大阪ラヴィッツへ加入。
2018年は第10回世界女子学生選手権大会の日本代表U-24に選ばれた。

## 詳細情報

### 年度別成績
| 年       | チーム         | 試合 | フィールド 得点 | 率   | 7m  | 合計    | 警告 | 退場 | 失格 |
| -------- | -------------- | ---- | --------------- | ---- | --- | ------- | ---- | ---- | ---- |
| 2017-18  | 大阪ラヴィッツ | 24   | 62/138          | .449 | 1/2 | 63/140  | 1    | 6    | 0    |
| 2018-19  | 大阪ラヴィッツ | 24   | 60/133          | .451 | 0/0 | 60/133  | 6    | 3    | 0    |
| JHL：2年 | JHL：2年       | 48   | 122/271         | .450 | 1/2 | 123/273 | 7    | 9    | 0    |

- 各年度の太字はリーグ最高

### 記録

#### 日本ハンドボールリーグ
- フィールドゴール初得点：2017年8月26日、対HC名古屋戦（ウィングアリーナ刈谷）[4]
- 7mスロー初得点：2017年10月14日、対広島メイプルレッズ戦（マエダハウジング東区スポーツセンター）[5]

### 背番号
- 7 (2017年 - )

## 代表歴

### 日本代表U-24
- 世界学生選手権大会 (2014年・2018年)